# Максимиха (Ивановская область)
Максимиха — деревня в Шуйском районе Ивановской области. Входит в состав Остаповского сельского поселения.

## География
Находится в южной части Ивановской области на расстоянии приблизительно 7 км на восток-юго-восток по прямой от районного центра города Шуя.

## История
Деревня была отмечена на карте 1840 года. В 1859 году здесь (тогда деревня в составе Шуйского уезда Владимирской губернии) было учтено 14 дворов.

## Население
Постоянное население составляло 77 человек (1859 год), 5 в 2002 году (русские 100 %), 1 в 2010.